# Serhi Matveyev
Serhi Leonidovych Matveyev (en ucraniano: Сергій Леонідович Матвєєв; Myronivka, 29 de enero de 1975) es un deportista ucraniano que compitió en ciclismo en las modalidades de pista, especialista en la prueba de persecución por equipos, y ruta.
Participó en tres Juegos Olímpicos de Verano, entre los años 1996 y 2004, obteniendo una medalla de plata en Sídney 2000, en la prueba de persecución por equipos (junto con Olexandr Fedenko, Olexandr Symonenko y Serhi Cherniavsky).
Ganó tres medallas en el Campeonato Mundial de Ciclismo en Pista entre los años 1995 y 1998.

## Medallero internacional
| Juegos Olímpicos   | Juegos Olímpicos    | Juegos Olímpicos | Juegos Olímpicos        |
| Año                | Lugar               | Medalla          | Competición             |
| ------------------ | ------------------- | ---------------- | ----------------------- |
| 2000               | Sídney ( Australia) | Medalla de plata | Persecución por equipos |
| Campeonato Mundial |                     |                  |                         |
| Año                | Lugar               | Medalla          | Competición             |
| 1995               | Bogotá ( Colombia)  | Medalla de plata | Persecución por equipos |
| 1997               | Perth ( Australia)  | Medalla de plata | Persecución por equipos |
| 1998               | Burdeos ( Francia)  | Medalla de oro   | Persecución por equipos |

## Palmarés

### Pista
1995
- 2.º en el Campeonato Mundial de Persecución por Equipos (haciendo equipo con Dimitri Tolstenkov, Bogdan Bondariew y Alexander Simonenko)

1997
- 2.º en el Campeonato Mundial de Persecución por Equipos (haciendo equipo con Alexander Fedenko, Oleksandr Klymenko y Alexander Simonenko)

1998
- Campeón del Mundo en Persecución por equipos (con Alexander Simonenko, Alexander Fedenko y Olexandr Klimenko)

2000
- 2.º en el Campeonato Olímpico de Persecución por Equipos (haciendo equipo con Sergiy Chernyavski, Alexandre Symonenko y Alexander Fedenko)

### Carretera
| 1999 (como amateur) - Campeonato de Ucrania Contrarreloj 2000 - Gran Premio de Europa (haciendo pareja con Dario Andriotto) 2001 - 1 etapa en el Circuit des Mines 2002 - 3.º en el Campeonato de Ucrania Contrarreloj 2003 - Campeonato de Ucrania Contrarreloj - 2.º en el Campeonato de Ucrania en Ruta 2004 - Florencia-Pistoia - 2.º en el Campeonato de Ucrania Contrarreloj | 2005 - Florencia-Pistoia - 2.º en el Campeonato de Ucrania Contrarreloj 2006 - 1 etapa del Tour de Langkawi 2007 - Grand Prix de Rennes - 2.º en el Campeonato de Ucrania Contrarreloj 2008 - 2.º en el Campeonato de Ucrania Contrarreloj |

## Resultados en Grandes Vueltas y Campeonato del Mundo
| Carrera              | 1998 | 1999 | 2000 | 2001 | 2002 | 2003 | 2004 | 2005 | 2006  | 2007 | 2008 | 2009 |
| -------------------- | ---- | ---- | ---- | ---- | ---- | ---- | ---- | ---- | ----- | ---- | ---- | ---- |
| Giro de Italia       | -    | -    | -    | -    | -    | -    | -    | -    | 143.º | -    | -    | -    |
| Tour de Francia      | -    | -    | -    | -    | -    | -    | -    | -    | -     | -    | -    | -    |
| Vuelta a España      | -    | -    | -    | -    | -    | -    | -    | -    | -     | -    | -    | -    |
| Mundial Ruta         | -    | -    | -    | -    | -    | -    | -    | -    | -     | -    | -    | -    |
| Mundial Contrarreloj | 16.º | 34.º | 8.º  | -    | -    | 23.º | 19.º | -    | -     | -    | 40.º | -    |

| —: No participó | Ab: Abandono |